# 納瓦拉的胡安娜二世
胡安娜二世（西班牙語：Juana II de Navarra，1312年1月28日—1349年10月6日），法语作让娜，法兰西公主，納瓦拉女王。
让娜是法國與納瓦拉國王路易十世/一世的女兒。1314年，路易还是法兰西太子时，让娜的母亲玛格丽特被控通奸被关押于加亚尔城堡监狱。这一丑闻也导致让娜的身世被质疑。路易登基后，玛格丽特成为王后但仍然被关押，不久死于狱中。
1316年六月，路易十世逝世，临终宣布让娜是他的女儿。其遺腹子約翰一世/胡安一世於十一月出生，但五天後就夭折了。让娜的叔叔腓力無視她的繼承權，於1317年加冕為法國（稱腓力五世）與納瓦拉（稱腓力二世）國王。1322年腓力逝世，由其弟查理繼位為法國（稱查理四世）與納瓦拉（稱卡洛斯一世）國王，但纳瓦拉人已经不臣服查理了。1328年查理逝世，法國王位傳給了他的堂哥腓力六世，让娜與丈夫則在纳瓦拉人的拥立下獲得納瓦拉的王位，称胡安娜二世。

## 家庭
1318年，让娜與法國國王腓力三世的孫子腓力結婚，兩人共有4子5女：
- 胡安娜（英语：Joan of Navarre (nun)）（1326年—1387年），修女
- 瑪麗亞（1329年—1347年），亞拉岡王后
- 路易王子（1330年—1334年），夭折
- 布蘭卡公主（英语：Blanche of Navarre, Queen of France）（1331年—1398年），法國王后
- 卡洛斯二世（1332年—1387年），1349年繼位為納瓦拉國王
- 阿格尼絲公主（英语：Agnès of Navarre）（1334年—1396年），富瓦伯爵夫人
- 腓力王子（英语：Philip, Count of Longueville）（1336年—1363年），隆格維爾伯爵（英语：County of Longueville）
- 路易王子（英语：Louis, Duke of Durazzo）（1341年—1376年），都拉佐公爵
- 胡安娜公主（1342年—1403年），羅昂侯爵夫人